# Anwar al-Chalil
Anwar Mohamad al-Chalil (ur. w 1938 w Lagos, Nigeria) – libański prawnik i polityk związany z Amalem, druz. Ukończył prawo na University of London. W latach 1983–1989 był prezesem Unii Banków Arabskich. Od 1992 r. sprawuje mandat deputowanego libańskiego parlamentu (okręg Mardż Ujun-Hasbaja). Był także członkiem libańskich rządów, m.in. kierował ministerstwem ds. uchodźców oraz resortem informacji. Jest wujem Marwana Chajr ad-Dina.